# 舞田駅
舞田駅（まいたえき）は、長野県上田市舞田にある上田電鉄別所線の駅である。駅番号はBE13。

## 歴史
- 1921年（大正10年）6月17日：上田温泉電軌により、川西線の駅として開業[1]。
- 1939年（昭和14年）
  - 3月19日：路線名称変更により、別所線の駅となる。
  - 9月1日：社名変更により、上田電鉄の駅となる。
- 1943年（昭和18年）10月21日：合併により、上田丸子電鉄の駅となる。
- 1969年（昭和44年）5月31日：社名変更により、上田交通の駅となる。
- 2005年（平成17年）10月3日：鉄道部門子会社化により、上田電鉄の駅となる。
- 2016年（平成28年）8月：駅ナンバリングが導入され、使用を開始[2][3]。

## 駅構造

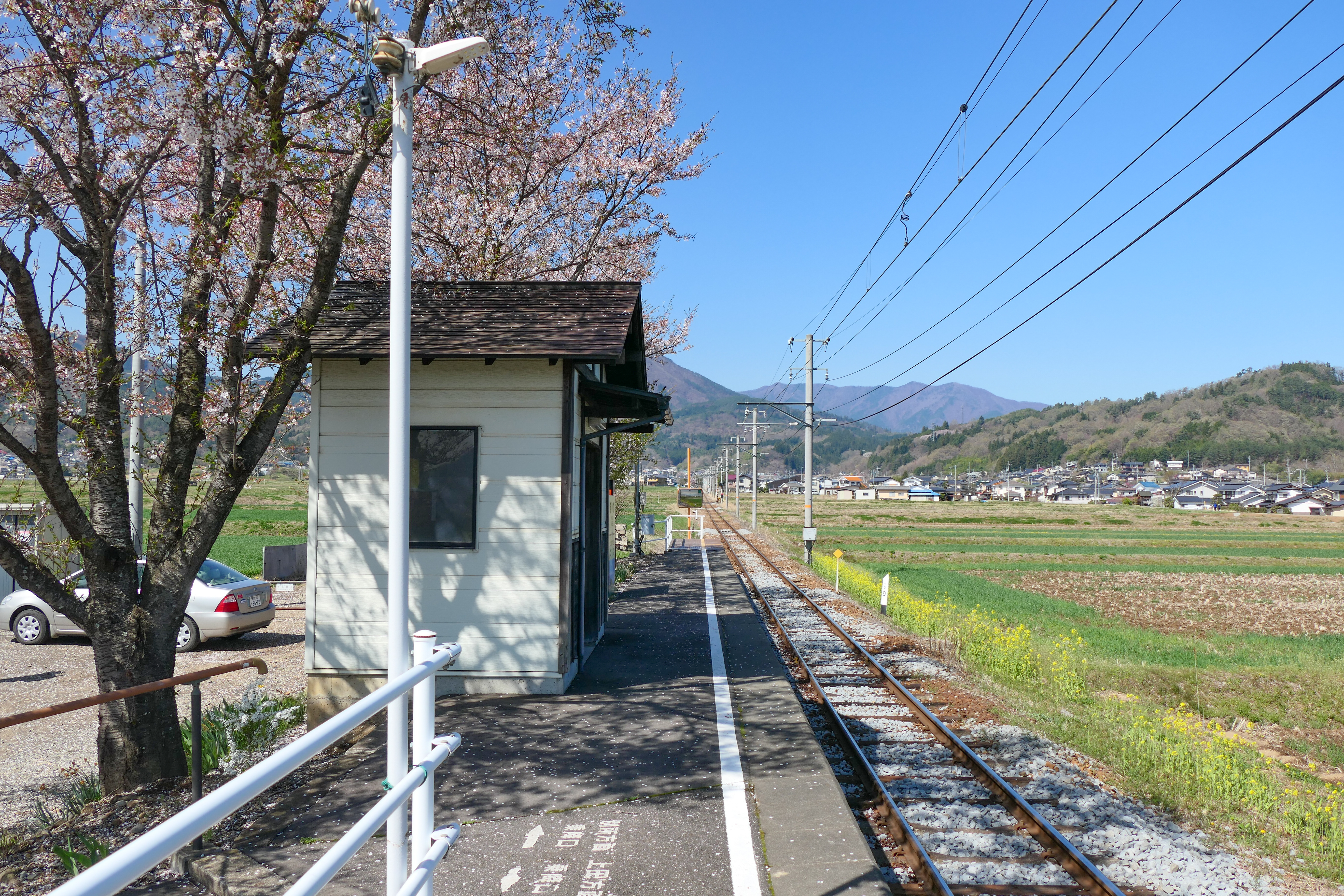
ホーム（2022年4月）

単式1面1線のホームを持つ地上駅。開業時から停留所扱いで、今に至るまで無人駅である。ホームの中央付近に待合室が設置されている。1970年代から1980年代にかけては乗降客がいないと停車せず通過する駅として知られていた。現在は乗降客がいなくとも停車する。
2016年春に駅名標が更新され、鉄道むすめの別所線キャラクター「八木沢まい」（舞田駅と隣の八木沢駅にちなみ命名）のイラスト付きとなった
。

## 利用状況
近年の一日平均乗車人員の推移は下記のとおり。
| 年度   | 一日平均 乗車人員 |
| ------ | ----------------- |
| 2010年 | 30                |
| 2011年 | 31                |
| 2012年 | 32                |
| 2013年 | 35                |
| 2014年 | 30                |
| 2015年 | 33                |
| 2016年 | 29                |
| 2017年 | 25                |

## 駅周辺
舞田の集落からは離れており、駅周辺には田んぼが広がる。
- パーク＆ライド駐車場
- 上平池
- さくら国際高等学校[1]
- 上平池
  - 法樹院

## その他
- 1985年公開の映画「男はつらいよ 寅次郎恋愛塾」の冒頭で車寅次郎が当駅のホームで居眠りをしている。
- 1980年代にマルシンハンバーグのテレビCMロケ地となり、当駅の風景が全国で放送された。

※同CM放映後は待合室の改築（2001年8月）と架線柱の交換、駅名標の更新、自転車置き場設置などの駅前整備等が行われたものの、駅構造やホームはそのままであり、駅周辺の風景自体もほぼ変わっていない。

## 隣の駅
上田電鉄
■別所線
中野駅（BE12） - 舞田駅（BE13） - 八木沢駅（BE14）